# Tryphon humilis
Tryphon humilis är en stekelart som beskrevs av Johann Ludwig Christian Gravenhorst 1829. Tryphon humilis ingår i släktet Tryphon och familjen brokparasitsteklar. Inga underarter finns listade i Catalogue of Life.